# Ismael Kirui
Ismael Kirui (Kapcherop, 20 febbraio 1975) è un ex mezzofondista keniota, due volte campione mondiale dei 5000 metri piani.

## Palmarès
| Anno | Manifestazione    | Sede          | Evento         | Risultato | Prestazione | Note                                                          |
| ---- | ----------------- | ------------- | -------------- | --------- | ----------- | ------------------------------------------------------------- |
| 1990 | Mondiali di cross | Aix-les-Bains | Corsa juniores | 4º        | 22'32"      |                                                               |
| 1990 | Mondiali di cross | Aix-les-Bains | A squadre      | Oro       | 12 p.       |                                                               |
| 1990 | Mondiali juniores | Plovdiv       | 10000 m piani  | Argento   | 28'40"77    |                                                               |
| 1991 | Mondiali di cross | Anversa       | Corsa juniores | 7º        | 24'19"      |                                                               |
| 1991 | Mondiali di cross | Anversa       | A squadre      | Oro       | 19 p.       |                                                               |
| 1992 | Mondiali di cross | Boston        | Corsa juniores | Oro       | 23'27"      |                                                               |
| 1992 | Mondiali di cross | Boston        | A squadre      | Oro       | 18 p.       |                                                               |
| 1992 | Mondiali juniores | Seul          | 5000 m piani   | Argento   | 13'36"11    |                                                               |
| 1993 | Mondiali          | Stoccarda     | 5000 m piani   | Oro       | 13'02"75    | Miglior prestazione mondiale under 20 · Record dei campionati |
| 1995 | Mondiali          | Göteborg      | 5000 m piani   | Oro       | 13'16"77    |                                                               |
| 1996 | Mondiali di cross | Stellenbosch  | Corsa seniores | Bronzo    | 33'58"      |                                                               |
| 1996 | Mondiali di cross | Stellenbosch  | A squadre      | Oro       | 33 p.       |                                                               |
| 1997 | Mondiali          | Atene         | 5000 m piani   | Batteria  | 13'34"52    |                                                               |
| 1998 | Mondiali di cross | Marrakech     | Corsa lunga    | 7º        | 34'41"      |                                                               |
| 1998 | Mondiali di cross | Marrakech     | A squadre      | Oro       | 12 p.       |                                                               |

## Altre competizioni internazionali
1990
- 11º alla St Patrick's Day 10 km ( Copenaghen) - 29'13"

1992
- 8º alla San Silvestro Vallecana ( Madrid)
- Bronzo al Cross di Alà dei Sardi ( Alà dei Sardi) - 31'06"
- Argento al Cross delle Pradelle ( Domegge di Cadore) - 28'33"

1993
- Oro alla Grand Prix Final ( Londra), 5000 m piani - 13'23"26
- Oro alla Bay to Breakers ( San Francisco)
- 8º al Cross Muguerza ( Elgoibar) - 30'01"
- Bronzo al Nairobi International Crosscountry ( Nairobi) - 30'29"
- Oro al Cross delle Pradelle ( Domegge di Cadore) - 30'56"

1994
- 10º alla Grand Prix Final ( Parigi), 5000 m piani - 13'24"45
- Oro all'Antrim International Cross Country ( Antrim) - 23'44"
- Oro alla Bay to Breakers ( San Francisco)
- Bronzo alla Cinque Mulini ( San Vittore Olona) - 32'26"

1995
- 12º alla Grand Prix Final ( Monaco), 3000 m piani - 7'47"17
- Oro all'Antrim International Cross Country ( Antrim) - 23'21"
- Oro alla Cherry Blossom Ten Mile Run ( Washington) - 45'38"
- Oro alla Carlsbad 5000 ( Carlsbad) - 13'17"
- Oro alla Bay to Breakers ( San Francisco)

1996
- Argento al Giro Media Blenio ( Dongio) - 28'37"

2004
- 9º alla Heerenberg Montferland Run ( 's-Heerenberg) - 44'56"

2006
- 9º alla Breda Singelloop ( Breda) - 1h05'46"

2007
- 14º alla Mezza maratona di Praga ( Parigi) - 1h07'55"
- Oro alla Great Capital Run ( Londra) - 29'22"

2008
- 5º alla Great Capital Run ( Londra) - 29'37"